# ホーレス・マン
ホーレス・マン（英: Horace Mann, 1796年5月4日-1859年8月2日）は、アメリカ合衆国の教育改革者で奴隷制度廃止論者。
マサチューセッツ州フランクリンに生まれる。作家のナサニエル・ホーソーンとは、妻同士が姉妹であるため、義理の兄弟になる。

## 教育と初期のキャリア
子ども時代、青年時代を極貧の中ですごし、様々な労働で、かなり健康を損なっていた。彼の本への抑え切れない飢えを満たす唯一の手段が、彼の生まれ故郷にベンジャミン・フランクリンによって創設された小さな図書館だった。ただ、これは歴史と神学の本がわずかにある程度のものでしかなかった。
1819年、ブラウン大学を最優秀の成績で卒業した。勉学のために彼は健康をさらに害していたが、その後もマサチューセッツ州のレンサム（Wrentham）で、短い期間だが法律を学んだ。その後、ブラウン大学でラテン語とギリシア語の講師（1820-1822年）、図書館員（1821-1832年）を務めた。
1821年から1823年にはコネチカット州リッチフィールドにあるジェイムズ・グールド判事の有名な法律学校で学び、マサチューセッツ州ノーフォークの法廷弁護士としての登録を認められた。最初はマサチューセッツ州のデダム、1833年からはボストンで、14年間に渡り、この職業に心血を注ぎ、成功を収めた。その間、彼は、1827年から1833年にはマサチューセッツ州下院議員、1833年から1837年マサチューセッツ州上院議員を歴任し、最後の2年は議長をも務めた。

## 教育改革家としての業績
1837年、新しくマサチューセッツ州の教育委員会が新設され、彼がその事務局長に任命されて以来、彼はアメリカの教育改革の歴史にその名を留めることになる斬新な改革に次々に着手していく。彼はその任に1848年まで在任し、注目に値するほどの精励さで、教師たちと会議をもち、手紙を書いたり、講演を行ったり、改革案を立案したりし、その中にはレキシントンのフラミンガム大学、ブリッジウォーターのブリッジウォーター州立大学におけるマサチューセッツ州での普通教育制度の開始や、1838年の「コモンスクール・ジャーナル」の創刊や、その編集者としての仕事、年次教育報告書の刊行の準備などがある。その報告書は、コモンスクールでの教育が広範なカリキュラムをもち、「たとえまだベストのものとは言えないにせよ、個人と州にとっても実際的な利益をもった望める内ではベストのものを提供するものであること」（ヒンスデール）を説くものであった。彼の最も重要な仕事は、彼が、よりよい設備を備えた学校建築や勤務年数に応じて教師の給与も増えていくように努力したことであろう。当時、教師はまだ生徒に「学び」（learnin）を与えるよりも、「鞭打つ」（lickin）ことが多かった時代のことである。またカリキュラムの拡充にも貢献が大であった。
彼の業績は、マサチューセッツ州のコモンスクール制度の革命的な躍進であり、間接的には他の諸州のコモンスクールのそれでもあった。この仕事を遂行するに当たって、マンは、彼の教育学や改革に強固に抵抗するボストンの校長たちから一部は攻撃を受けるなど、厳しい反対に遭遇した。また宗教界からの学校からの非国教徒の追放を強く主張する頑迷な国教徒のグループからも反撃を受けた。

## 政治的キャリア
1848年、彼はこの忌まわしい仕事を辞して、アメリカ合衆国議会下院議員に選ばれた。ジョン・クインシー・アダムズの後任として奴隷制度反対のホィッグ党の所属である。1849年に再選され、1850年には無所属候補として再選され、1853年3月まで在任した。
1852年、マサチューセッツ州をアメリカ合衆国自由土地党の選挙基盤とする候補者として立候補したが、選挙では敗れた。連邦議会で、彼は熱烈な奴隷制廃止論者の1人で、特に1850年合意に強く反対を唱えていた。しかし、彼は、手法としては決して奴隷制廃止論者ではなく、ウィリアム・ロイド・ガリソンやその追従者たちのラディカリズムには不賛成の側に回った。

## 晩年
1853年からは、オハイオ州イエロースプリングに新設されたアンチオーク大学の学長に就任している。ここで彼は、政治経済学、知的、道徳的哲学、そして自然神学を教えた。この大学は経済的な経営基盤が不十分で、宗教的には非国教徒からの攻撃に曝されていた。マン自身宗教上の言行不一致をなじられる場面もあった。というのも、かつてユニテリアンだったマンは、信仰復興運動に参加しており、またその団体がこの大学を創立していたためである。ともあれ、彼は学生たちの尊敬を勝ち取ることに成功し、また数多くの講演をこなし、アメリカの中西部の教育の大きな影響を残した。

## 主要な著作・参考文献
マンの全集には、著作の他、彼の二度目の妻メアリー・ピーボディ・マンによる回想を添えて The Life and Works of Horace Mannのタイトルで刊行されている。伝記の中では、最良と見られるのは. Burke A. Hinsdale’s Horace Mann and the Common School Revival in the United States (New York, 1898)で、"Great Educators" シリーズの中のものである。.その他の伝記では、以下のものが勧められる。 O. H. Lang’s Horace Mann, his Life and Work (New York, 1893), Albert E. Winship’s Horace Mann, the Educator (Boston, 1896), and George A. Hubbell’s Life of Horace Mann, Educator, Patriot and Reformer (Philadelphia, 1910)
アメリカ合衆国教育審議会の1895-1896年の報告書vol.Iには、ホーレス・マンに関する文献のリストがあり、700タイトル以上の文献が挙げられている。